# NILDE
NILDE (acronimo di Network for Inter-Library Document Exchange) è un servizio di consegna di articoli di riviste scientifiche o di parti di libri, in formato cartaceo o digitale, creato da biblioteche per offrire agli studiosi un sistema rapido e sicuro per l'ottenimento di materiale necessario alla ricerca.

## Storia
Il servizio NILDE nasce alla fine degli anni Novanta da una proposta di Silvana Mangiaracina e Roberto Ginnetti volta a creare servizi evoluti di Document Delivery tra le biblioteche del CNR. Il primo prototipo del software, sviluppato dalla Biblioteca d'Area del CNR di Bologna, fu illustrato nel 2001 al CNR di Roma in occasione del convegno Internet Document Delivery e cooperazione bibliotecaria.
Al 2020 le biblioteche che aderiscono al network sono quasi 900, il 76% delle quali fa capo a Università.
NILDE è anche il nome del software che gestisce il servizio. L'interfaccia utente è disponibile in italiano, inglese, spagnolo e francese.

## Organizzazione
Il servizio prevede due modalità di accesso: 

### NILDE-Utenti
NILDE-Utenti è la modalità che permette all'utente registrato in NILDE di inoltrare le richieste di materiale bibliografico alla biblioteca scelta.  Da qualunque dispositivo connesso a Internet egli può inviare alla biblioteca una richiesta di documenti attraverso un semplice modulo online. Il modulo può essere compilato manualmente oppure automaticamente a partire dalle principali banche dati bibliografiche multidisciplinari (es. Web of Science e Scopus) o disciplinari (es. PubMed, ASFA, ADS o Dogi). La consegna del documento all'utente avviene nel rispetto della normativa sul diritto d'autore e degli usi consentiti nei contratti con gli editori.

### NILDE per le biblioteche
NILDE consente alla biblioteca di gestire in modo automatizzato tutte le richieste ricevute e l'intero flusso di lavoro relativo al Document Delivery. Inserendo i dati bibliografici del documento, NILDE interroga i cataloghi italiani più importanti (ACNP ed SBN) e individua la biblioteca che lo possiede, consentendo quindi di inviare la richiesta. L'86% dei documenti richiesti viene reperito all'interno del network in meno di 24 ore; i documenti possono essere trasmessi in modalità elettronica sicura (NILDE Digital Hard-copy), consentita da un numero crescente di editori. Inoltre, le biblioteche dispongono di statistiche complete e di indicatori di performance relativi al proprio servizio.
Qualunque biblioteca, appartenente o afferente ad un Ente pubblico o privato, purché senza scopi di lucro o commerciali, può aderire a NILDE.

## Estensione del servizio

### Nilde-Rebiun
Nel maggio 2013 inizia la collaborazione tra NILDE e REBIUN, il sistema di Document Delivery per le biblioteche universitarie spagnole, che utilizza il software Kronosdoc. L'integrazione dei due sistemi consente di inviare richieste di Document Delivery attraverso NILDE alle Biblioteche Spagnole in REBIUN e viceversa. Lo scambio di documenti avviene in modo reciproco e secondo condizioni concordate da entrambi.

### Nilde-Heal-Link
Nel 2014 il consorzio greco per le Biblioteche Accademiche e di Enti Pubblici ha creato una versione di NILDE utilizzabile dalle biblioteche greche per lo scambio di documenti nel rispetto delle modalità regolate dalle licenze con gli editori. Il progetto è stato seguito interamente dal team NILDE, che ha ospitato i tecnici greci incaricati dello sviluppo.

### ALPE
Il progetto ALPE (Archivio Licenze dei Periodici Elettronici) nasce come evoluzione dell'archivio HELP-Licenze di NILDE, che aveva la finalità di supportare i bibliotecari nell'operazione di Document Delivery, chiarendo i limiti consentiti dalle licenze d'uso dei periodici elettronici. L'obiettivo è di creare un nuovo archivio di clausole contrattuali presenti nelle licenze d'uso di risorse elettroniche, relative al servizio di Prestito Interbibliotecario (ILL) e di Document Delivery (DD). Dal 2013 l'archivio ALPE include sia le licenze negoziate con gli editori, come usualmente avviene nei contratti consortili per le risorse elettroniche, sia quelle standard, non negoziate, usualmente rese pubbliche sui siti web degli editori o degli aggregatori di contenuti o delle singole riviste online.